# رشید جلالی جعفری
رشید جلالی جعفری (زادهٔ ۱۳۳۷ در ورامین) نمایندهٔ حوزهٔ انتخابیهٔ کرج و اشتهارد و آسارا در دورهٔ هفتم مجلس شورای اسلامی بوده‌است.